# Edmund Niziurski
Edmund Niziurski (10 de julho de 1925 — Varsóvia, 9 de outubro de 2013) foi um escritor polonês.
Niziurski fez sua primeira aparição na imprensa, em 1944, com um poema publicado em Biuletyn Informacyjny, uma revista emitida pelo Exército. Após a guerra, ele colaborou com várias revistas, como Płomyk, Świat Młodych, e também com a Rádio Polonesa, para o qual ele escreveu peças de rádio. 
No decorrer do tempo, os seus livros para crianças e adolescentes tornaram-se muito popular, enquanto os romances escritos por leitores adultos são muito menos conhecido. Niziurski escreveu histórias dinâmicas, espirituoso e bem-humorado em sua maioria gira em torno do cotidiano escolar de seus personagens adolescentes, mas também com elementos de sensação e, em seus últimos trabalhos, de ficção científica.
Em 1975, foi condecorado com a Ordem do Sorriso e em 2008 recebeu a Medalha de Mérito à Cultura - Gloria Artis.
Ele morreu, aos 88 anos, em Varsóvia.